# Geïnformeerde toestemming
Geïnformeerde toestemming (Engels: informed consent) is een procedure waarin iemand de mogelijke voor- en nadelen van een medische behandeling te horen krijgt alvorens degene besluit om de behandeling al dan niet te ondergaan. Toestemming met kennis van zaken na voorafgaande voorlichting is ook een belangrijk onderdeel van wetenschappelijk onderzoek. Mogelijke proefpersonen krijgen daarin alle informatie over het onderzoek die belangrijk voor hen kan zijn voordat ze besluiten mee te doen. Goed geïnformeerd zijn wordt vanuit medisch-ethische overwegingen vaak wenselijk geacht, al is het niet altijd nodig, bijvoorbeeld bij relatief risicoloze behandelingen of onderzoeken.
In Nederland moet elke deelnemer aan een Wmo-plichtig onderzoek door de onderzoeker worden ingelicht over een aantal voorgeschreven zaken. De deelnemer moet voldoende bedenktijd krijgen voordat hij een toestemmingsverklaring tekent. Alleen wanneer de verklaring is getekend, mag de deelnemer daadwerkelijk aan het onderzoek deelnemen.
Toestemming kan pas door iemand worden gegeven wanneer diegene de feiten, implicaties en gevolgen van de behandeling of het onderzoek begrijpt en kan afwegen. Om toestemming te kunnen geven moet iemand dus voldoende bekwaam zijn om te kunnen redeneren en beschikken over alle relevante feiten. Bij sommige ziekten of stoornissen kan iemand niet zelf toestemming geven. Dit kan het geval zijn bij bijvoorbeeld hoge stressniveaus bij posttraumatische stressstoornis, ernstige intellectuele beperking, ernstige psychische aandoening, ernstig slaapgebrek, de ziekte van Alzheimer, of comateuze toestand.

## Onderdelen
Een valide procedure bestaat uit drie onderdelen: voorlichting, oordeelkundig vermogen en vrijwilligheid.
- Voorlichting: De behandelaar of onderzoeker geeft alle informatie die een individu nodig kan hebben om een zelfstandige beslissing te nemen en zorgt ervoor dat de persoon de gegeven informatie begrijpt. Meestal wordt hiervoor een geschreven tekst gebruikt, waarin de behandeling of het onderzoek in lekentaal wordt uitgelegd. Daarnaast wordt de behandeling of het onderzoek vaak mondeling toegelicht en wordt gekeken of alle informatie voor het individu duidelijk is.
- Oordeelkundig vermogen verwijst naar het vermogen van de persoon om de gegeven informatie te begrijpen en op basis van de mogelijke gevolgen van zijn besluit een redelijk oordeel te vormen over het ondergaan van de behandeling of deelnemen aan het onderzoek.
- Vrijwilligheid verwijst naar het recht van de persoon om zijn beslissing te nemen zonder onder druk te worden gezet. De behandelaar of onderzoeker mag de persoon dus niet dwingen, manipuleren of ertoe verleiden zijn toestemming te geven.

## Ontheffing
In sommige gevallen is het niet nodig iemand uitgebreid voor te lichten. Dit is onder andere wanneer er geen leed te verwachten valt ten gevolge van een behandeling of studiedeelname, of wanneer er bijvoorbeeld geen persoonsgegevens worden verzameld. Als een onderzoek niet Wmo-plichtig is, hoeft er (volgens de wet) geen toestemmingsverklaring te worden getekend.